# Fragile (Yes)
Fragile is het vierde album van de Britse progressieve-rockband Yes. Dit is het eerste album waarop toetsenist Rick Wakeman meespeelt, die Tony Kaye verving na The Yes Album. Het album is bekend om het openingsnummer Roundabout, dat nog steeds als een rock-evergreen beschouwd wordt, en om Heart of the sunrise, bij de liefhebbers van symfonische rock een ware klassieker.
Vijf van de negen nummers zijn nummers van de individuele groepsleden. Cans and Brahms is een stuk van Johannes Brahms dat is gearrangeerd door Rick Wakeman; We Have Heaven is een Jon Anderson-solo waarbij hij alle zangmelodieën voor zijn rekening neemt (met een techniek die hij later ook gebruikt in zijn soloalbum Olias of Sunhillow). Five per Cent for Nothing, The Fish en Mood for a Day zijn solo's van respectievelijk Bill Bruford, Chris Squire en Steve Howe.
Dit is het eerste Yes-album waarvoor tekenaar Roger Dean de hoes heeft ontworpen. Deze zou later nog de hoes van vele albums met zijn markante tekenstijl versieren.

## Tracklist
1. "Roundabout" - 8:33
2. "Cans and Brahms" (Johannes Brahms, arr. Rick Wakeman) - 1:38
3. "We Have Heaven" - 1:40
4. "South Side of the Sky" - 7:58
5. "Five per Cent for Nothing" - 0:35
6. "Long Distance Runaround" - 3:30
7. "The Fish (Schindleria Praematurus)" - 2:39
8. "Mood for a Day" - 3:00
9. "Heart of the Sunrise" - 11:27

In 2003 verscheen het album op cd in een zogenaamde expanded version. Hierop staan naast bovengenoemde tracks de volgende twee bonusnummers:
1. "America" - 10:30
2. "Roundabout (Early Rough Mix)" - 8:34

## Bezetting
- Jon Anderson: zang, percussie
- Chris Squire: basgitaar, zang
- Steve Howe: gitaar, zang
- Rick Wakeman: piano, orgel, Moog e.a. synthesizer
- Bill Bruford: drums, percussie